# Hirotsugu Ono
Hirotsugu Ono (?, 小野 展嗣, Ono Hirotsugu; ...) è uno zoologo e aracnologo giapponese.
È affiliato al Museo nazionale della natura e delle scienze di Tokyo e si è laureato all'Università di Kyōto. 

## Specie nominate in suo onore
- Larinia onoi Tanikawa, 1989
- Cyclosa onoi Tanikawa, 1992
- Eldonnia onoi (Saito, 1992)
- Ummeliata onoi Saito, 1993
- Gongylidioides onoi Tazoe, 1994
- Liphistius onoi Schwendinger, 1996
- Heteropoda onoi Jäger, 2008
- Otacilia onoi Deeleman-Reinhold, 2001
- Pycnaxis onoi (Zhang, Zhu & Tso, 2006)
- Mallinella onoi Dankittipakul, Jocqué & Singtripop, 2012
- Stertinius onoi Prószyński & Deeleman-Reinhold, 2013
- Nippononeta onoi Bao, Bai & Tu, 2017

## Altre specie descritte
- Acantheis nipponicus Ono, 2008
- Adenodictyna Ono, 2008
- Adenodictyna kudoae Ono, 2008
- Ainerigone saitoi (Ono, 1991)
- Allomicythus Ono, 2009
- Allomicythus kamurai Ono, 2009
- Allothymoites kumadai Ono, 2007
- Anapistula ishikawai Ono, 2002
- Asthenargus niphonius Saito & Ono, 2001
- Comaroma hatsushibai Ono, 2005
- Cryphoeca shingoi Ono, 2007
- Cryphoeca shinkaii Ono, 2007
- Cybaeus higoensis Irie & Ono, 2000
- Cybaeus inagakii Ono, 2008
- Cybaeus kawabensis Irie & Ono, 2002
- Cybaeus kumaensis Irie & Ono, 2001
- Cybaeus takachihoensis Irie & Ono, 2010
- Cybaeus taraensis Irie & Ono, 2001
- Dolomedes yawatai Ono, 2002
- Enielkenie acaroides Ono, 2007
- Falcileptoneta aichiensis Irie & Ono, 2007
- Falcileptoneta amakusaensis Irie & Ono, 2005
- Falcileptoneta gotoensis Irie & Ono, 2005
- Falcileptoneta higoensis (Irie & Ono, 2003)
- Falcileptoneta inagakii Irie & Ono, 2011
- Falcileptoneta ogatai Irie & Ono, 2007
- Falcileptoneta satsumaensis Irie & Ono, 2005
- Falcileptoneta soboensis Irie & Ono, 2005
- Falcileptoneta tajimiensis Irie & Ono, 2011
- Femoracoelotes platnicki (Wang & Ono, 1998)
- Heptathela kanenoi Ono, 1996
- Heptathela kikuyai Ono, 1998
- Heptathela nishikawai Ono, 1998
- Heptathela yaginumai Ono, 1998
- Heptathela yakushimaensis Ono, 1998
- Humua Ono, 1987
- Humua takeuchii Ono, 1987
- Kagurargus Ono, 2007
- Kagurargus kikuyai Ono, 2007
- Komisumena Ono, 1981
- Komisumena rosae Ono, 1981
- Latouchia bachmaensis Ono, 2010
- Leptocoelotes edentulus (Wang & Ono, 1998)
- Liphistius bicoloripes Ono, 1988
- Liphistius jarujini Ono, 1988
- Liphistius niphanae Ono, 1988
- Liphistius ochraceus Ono & Schwendinger, 1990
- Liphistius onoi Schwendinger, 1996
- Liphistius ornatus Ono & Schwendinger, 1990
- Liphistius owadai Ono & Schwendinger, 1990
- Liphistius schwendingeri Ono, 1988
- Liphistius yamasakii Ono, 1988
- Malayozodarion Ono & Hashim, 2008
- Malayozodarion hoiseni Ono & Hashim, 2008
- Mallinella fulvipes (Ono & Tanikawa, 1990)
- Masirana kusunoensis Irie & Ono, 2010
- Masirana mizonokuchiensis Irie & Ono, 2005
- Masirana taioensis Irie & Ono, 2005
- Masirana taraensis Irie & Ono, 2005
- Microdipoena ogatai (Ono, 2007)
- Mysmena nojimai Ono, 2010
- Mysmena taiwanica Ono, 2007
- Nephila clavata caerulescens Ono, 2011
- Nesopholcomma Ono, 2010
- Nesopholcomma izuense Ono, 2010
- Nipponotusukuru Saito & Ono, 2001
- Nipponotusukuru enzanensis Saito & Ono, 2001
- Oilinyphia Ono & Saito, 1989
- Oilinyphia peculiaris Ono & Saito, 1989
- Orchestina flava Ono, 2005
- Qiongthela australis (Ono, 2002)
- Qiongthela nui (Schwendinger & Ono, 2011)
- Ryojius Saito & Ono, 2001
- Ryojius japonicus Saito & Ono, 2001
- Ryuthela banna Xu, Liu, Ono, Chen, Kuntner & Li, 2017
- Ryuthela henoko Xu, Liu, Ono, Chen, Kuntner & Li, 2017
- Ryuthela hirakubo Xu, Liu, Ono, Chen, Kuntner & Li, 2017
- Ryuthela iheyana Ono, 2002
- Ryuthela kisenbaru Xu, Liu, Ono, Chen, Kuntner & Li, 2017
- Ryuthela motobu Xu, Liu, Ono, Chen, Kuntner & Li, 2017
- Ryuthela nago Xu, Liu, Ono, Chen, Kuntner & Li, 2017
- Ryuthela owadai Ono, 1997
- Ryuthela sasakii Ono, 1997
- Ryuthela shimojanai Xu, Liu, Ono, Chen, Kuntner & Li, 2017
- Ryuthela tanikawai Ono, 1997
- Ryuthela unten Xu, Liu, Ono, Chen, Kuntner & Li, 2017
- Ryuthela yarabu Xu, Liu, Ono, Chen, Kuntner & Li, 2017
- Smodicinodes Ono, 1993
- Smodicinodes kovaci Ono, 1993
- Songthela Ono, 2000
- Songthela sapana (Ono, 2010)
- Stedocys Ono, 1995
- Stedocys uenorum Ono, 1995
- Teutamus christae Ono, 2009
- Tmeticodes Ono, 2010
- Tmeticodes gibbifer Ono, 2010
- Tojinium Saito & Ono, 2001
- Tojinium japonicum Saito & Ono, 2001
- Tricalamus ryukyuensis Ono, 2013
- Vinathela Ono, 2000
- Vinathela abca (Ono, 1999)
- Vinathela cucphuongensis (Ono, 1999)
- Vinathela tomokunii (Ono, 1997)
- Vulsor isaloensis (Ono, 1993)